# Carlos Menditéguy
Carlos Alberto Menditéguy (* 10. August 1915 in Buenos Aires; † 28. April 1973 ebenda) war ein argentinischer Polospieler und Rennfahrer.

## Karriere
Menditéguy gehörte zu dem großen Reservoir sportlicher Multitalente Anfang der 1950er-Jahre, die im Gefolge Juan Manuel Fangios und José Froilán González nach Europa zogen, um dort ihre Grenzen zu suchen. Carlos galt schon als einer der sechs besten Polo-Reiter der Welt, als er sich am Steuer eines Rennwagens versuchte. In der Automobil-Weltmeisterschaft 1953 startete er erstmals auf einem Gordini in seiner Heimatstadt, jedoch ohne zählbaren Erfolg.
Sein Stil zeichnete sich eher durch Furchtlosigkeit denn durch einen sauberen Fahrstil aus. Seine Mechaniker waren oft gefordert, weil er Motor und Fahrwerk seines Maseratis, den er vorzugsweise fuhr, zu hart heran nahm.
Bei seinem Heimgrandprix in Argentinien startete Menditéguy regelmäßig, bestritt jedoch nie eine komplette Formel-1-Saison und 1954 setzte er komplett aus.
Im Folgejahr versuchte er es erneut. Bei dem Hitzerennen in seiner Heimatstadt landete Menditéguy trotz Ausfall auf dem siebten Platz, doch damals gab es nur bis zum fünften Rang Weltmeisterschaftspunkte. Diese holte er sich bei seinem Start in Monza, wo er den fünften Platz belegte.
Während der Automobil-Weltmeisterschaft 1957 erzielte Menditéguy mit einem dritten Rang in seinem Geburtsort seine beste Platzierung. Dies war auch sein bestes Jahr. Obwohl er nun mit höheren Ansprüchen ebenfalls in Monaco, Frankreich und Großbritannien startete, konnte er das Erfolgserlebnis nicht wiederholen. Im Endklassement belegte er damit den 14. Platz.
Sein letztes von insgesamt lediglich zehn Rennen in der Formel 1 bestritt Carlos Menditéguy 1960 mit immerhin 45 Jahren selbstverständlich in Buenos Aires – jedoch diesmal auf einem Cooper-Climax, um mit einem versöhnlichen vierten Rang eine Motorsportkarriere der Gelegenheitsstarts auslaufen zu lassen. Im Vergleich mit anderen Lokalmatadoren konnte sich seine Bilanz durchaus sehen lassen.
Menditeguy fand seine letzte Ruhestätte auf dem Friedhof Recoleta in Buenos Aires.

## Statistik

### Statistik in der Automobil-Weltmeisterschaft

#### Gesamtübersicht
| Saison | Team                      | Chassis       | Motor           | Rennen | Siege | Zweiter | Dritter | Poles | schn. Rennrunden | Punkte | WM-Pos. |
| ------ | ------------------------- | ------------- | --------------- | ------ | ----- | ------- | ------- | ----- | ---------------- | ------ | ------- |
| 1953   | Equipe Gordini            | Gordini T16   | Gordini 2.0 L6  | 1      | −     | −       | −       | −     | −                | −      | NC      |
| 1955   | Officine Alfieri Maserati | Maserati 250F | Maserati 2.5 L6 | 2      | −     | −       | −       | −     | −                | 2      | 19.     |
| 1956   | Officine Alfieri Maserati | Maserati 250F | Maserati 2.5 L6 | 1      | −     | −       | −       | −     | −                | −      | NC      |
| 1957   | Officine Alfieri Maserati | Maserati 250F | Maserati 2.5 L6 | 4      | −     | −       | 1       | −     | −                | 4      | 14.     |
| 1958   | Scuderia Sud Americana    | Maserati 250F | Maserati 2.5 L6 | 1      | −     | −       | −       | −     | −                | −      | NC      |
| 1960   | Scuderia Centro Sud       | Cooper T51    | Maserati 2.5 L4 | 1      | −     | −       | −       | −     | −                | 3      | 19.     |
| Gesamt | Gesamt                    | Gesamt        | Gesamt          | 10     | −     | −       | 1       | −     | −                | 9      |         |

#### Einzelergebnisse
| Saison | 1       | 2 | 3   | 4   | 5 | 6 | 7 | 8 | 9 | 10 | 11 | Anmerkungen                                               |
| ------ | ------- | - | --- | --- | - | - | - | - | - | -- | -- | --------------------------------------------------------- |
| 1953   |         |   |     |     |   |   |   |   |   |    |    |                                                           |
| DNF    |         |   |     |     |   |   |   |   |   |    |    |                                                           |
| 1954   |         |   |     |     |   |   |   |   |   |    |    |                                                           |
| DNS    |         |   |     |     |   |   |   |   |   |    |    |                                                           |
| 1955   |         |   |     |     |   |   |   |   |   |    |    | fiel in der 2. Rd. aus, übernahm Buccis Wagen; Rd. 22–50. |
| 1955   | DNF/DNF |   |     |     |   |   | 5 |   |   |    |    | fiel in der 2. Rd. aus, übernahm Buccis Wagen; Rd. 22–50. |
| 1956   |         |   |     |     |   |   |   |   |   |    |    |                                                           |
| DNF    |         |   |     |     |   |   |   |   |   |    |    |                                                           |
| 1957   |         |   |     |     |   |   |   |   |   |    |    |                                                           |
| 3      | DNF     |   | DNF | DNF |   |   |   |   |   |    |    |                                                           |
| 1958   |         |   |     |     |   |   |   |   |   |    |    |                                                           |
| 7      |         |   |     |     |   |   |   |   |   |    |    |                                                           |
| 1960   |         |   |     |     |   |   |   |   |   |    |    |                                                           |
| 4      |         |   |     |     |   |   |   |   |   |    |    |                                                           |

| Legende  | Legende            | Legende                                                          |
| Farbe    | Abkürzung          | Bedeutung                                                        |
| -------- | ------------------ | ---------------------------------------------------------------- |
| Gold     | –                  | Sieg                                                             |
| Silber   | –                  | 2. Platz                                                         |
| Bronze   | –                  | 3. Platz                                                         |
| Grün     | –                  | Platzierung in den Punkten                                       |
| Blau     | –                  | Klassifiziert außerhalb der Punkteränge                          |
| Violett  | DNF                | Rennen nicht beendet (did not finish)                            |
| Violett  | NC                 | nicht klassifiziert (not classified)                             |
| Rot      | DNQ                | nicht qualifiziert (did not qualify)                             |
| Rot      | DNPQ               | in Vorqualifikation gescheitert (did not pre-qualify)            |
| Schwarz  | DSQ                | disqualifiziert (disqualified)                                   |
| Weiß     | DNS                | nicht am Start (did not start)                                   |
| Weiß     | WD                 | zurückgezogen (withdrawn)                                        |
| Hellblau | PO                 | nur am Training teilgenommen (practiced only)                    |
| Hellblau | TD                 | Freitags-Testfahrer (test driver)                                |
| ohne     | DNP                | nicht am Training teilgenommen (did not practice)                |
| ohne     | INJ                | verletzt oder krank (injured)                                    |
| ohne     | EX                 | ausgeschlossen (excluded)                                        |
| ohne     | DNA                | nicht erschienen (did not arrive)                                |
| ohne     | C                  | Rennen abgesagt (cancelled)                                      |
| ohne     | keine WM-Teilnahme |                                                                  |
| sonstige | P/fett             | Pole-Position                                                    |
| sonstige | 1/2/3/4/5/6/7/8    | Punktplatzierung im Sprint-/Qualifikationsrennen                 |
| sonstige | SR/kursiv          | Schnellste Rennrunde                                             |
| sonstige | *                  | nicht im Ziel, aufgrund der zurückgelegten Distanz aber gewertet |
| sonstige | ()                 | Streichresultate                                                 |
| sonstige | unterstrichen      | Führender in der Gesamtwertung                                   |

### Sebring-Ergebnisse
| Jahr | Team                      | Fahrzeug      | Teamkollege    | Platzierung | Ausfallgrund |
| ---- | ------------------------- | ------------- | -------------- | ----------- | ------------ |
| 1956 | Officine Alfieri Maserati | Maserati 300S | Cesare Perdisa | Ausfall     | Unfall       |

### Einzelergebnisse in der Sportwagen-Weltmeisterschaft
| Saison | Team              | Rennwagen                             | 1   | 2   | 3   | 4   | 5   | 6   | 7   |
| ------ | ----------------- | ------------------------------------- | --- | --- | --- | --- | --- | --- | --- |
| 1954   | Roberto Bonomi    | Ferrari 625TF                         | BUA | SEB | MIM | LEM | RTT | CAP |     |
| 1954   | Roberto Bonomi    | Ferrari 625TF                         | DNF |     |     |     |     |     |     |
| 1956   | Maserati          | Maserati 300S                         | BUA | SEB | MIM | NÜR | KRI |     |     |
| 1956   | Maserati          | Maserati 300S                         | 1   | DNF |     |     |     |     |     |
| 1957   | Maserati Madunina | Maserati 300S Alfa Romeo Giulietta SV | BUA | SEB | MIM | NÜR | LEM | KRI | CAR |
| 1957   | Maserati Madunina | Maserati 300S Alfa Romeo Giulietta SV | 2   |     |     | DNF |     |     |     |